# Caroline Nagtegaal
Caroline Nagtegaal és una política neerlandesa del Partit Popular per la Llibertat i la Democràcia (VVD), diputada al Parlament Europeu des del 2017.
Entre el 2017 i el 2019 fou membre de la Comissió d'Afers Econòmics i Monetaris. Després de les eleccions del 2019, passà a la Comissió de Transports i Turisme. El 2019 fou una de les copresentadores d'una resolució sobre els riscos de ciberseguretat en el comerç amb la Xina.
Forma part de les delegacions del Parlament Europeu a les relacions amb la península Aràbiga, Mercosur i l'Assemblea Parlamentària Euro-Llatinoamericana (EuroLat). Així mateix, forma part de l'intergrup del Parlament Europeu sobre mars, rius, illes i el litoral i l'intergrup sobre Drets LGBTI.